# Hoplitis truncata
Hoplitis truncata är en biart som först beskrevs av Ezra Townsend Cresson 1878. Den ingår i släktet gnagbin och familjen buksamlarbin. Inga underarter finns listade i Catalogue of Life.

## Beskrivning
Hoplitis truncata har en helsvart grundfärg med gles, kort och ljus behåring. Honan har mandibler med tre tänder, hanen bara två. Vingarna är svagt rökfärgade med bruna till svartbruna ribbor. Tergiternas bakkanter har vita hårband. Arten är liten, honan har en kroppslängd på 8,5 till 9,5 mm, hanen på 8 till 8,5 mm.

## Utbredning
Arten förekommer i södra Kanada (södra Ontario och södra Quebec) samt nästan hela mellersta till östra USA med västgräns från Wyoming över Utah till Arizona.

## Ekologi
Arten är polylektisk, den flyger till blommande växter från många olika familjer, som gurkväxter, ärtväxter, myrliljeväxter, orkidéer, blågullsväxter, brakvedsväxter, rosväxter och flenörtsväxter. Flygtiden varar från våren (så tidigt som mars i Florida) till juli.
Som alla gnagbin är Hoplitis truncata solitär, honan svarar själv för bobyggnaden och omsorgen om avkomman.